# Childhood’s End (Fernsehserie)
Childhood’s End ist eine dreiteilige Fernseh-Miniserie, ein Science-Fiction- und Drama-Stoff, der auf dem Roman Die letzte Generation (engl. Childhood's End) von Arthur C. Clarke basiert. Produziert von Akiva Goldsman und Mike DeLuca für SyFy nach einem Drehbuch von Matthew Graham unter der Regie Nick Hurran. Die Erstausstrahlung lief an den drei Abenden vom 14. bis 16. Dezember 2015 beim Sender SyFy in den Vereinigten Staaten von Amerika. In Deutschland erfolgte die Ausstrahlung im Free-TV am 1. und 2. November 2019 auf dem Sender RTL II.

## Handlung
Aliens kommen in Raumschiffen zur Erde, die über alle großen Städten der Welt schweben. Sie nennen sich Overlords und versprechen das Ende von Armut, Verbrechen, Krieg und Krankheit und lösen dieses Versprechen im Laufe weniger Jahre ein. Durch einen menschlichen Botschafter, Ricky Stormgren, einen Farmer aus Missouri, hält der Overlord Karellen Kontakt zu den Menschen, ohne aber in den ersten Monaten sein Äußeres zu offenbaren.
Obwohl viele Menschen kritisch sind und anfangs auch eine Gegenbewegung, die Freiheitsliga, versucht, die Absichten und das Handeln der Overlords zu hinterfragen, bricht der Widerstand schnell, als die Lebensumstände immer paradiesischer werden.
Nach einer Weile offenbart Karellen sein Wesen den Menschen – die Overlords sehen aus wie die klassische Vorstellung des Teufels. Die Overlords sind schlicht eine andere Spezies, arbeiten aber nicht in eigenem Interesse, sondern dienen dem Übergeist. Dieser ist eine weit entwickelte Entität, die auch in Kontakt mit den Menschenkindern tritt, die nach einiger Zeit mehr und mehr neue Fähigkeiten entwickeln und sich von den Erwachsenen entfremden.
Nach einigen Dekaden voller Friede und Gesundheit wird klar, dass der Prozess der evolutionären Weiterentwicklung der Menschen an einem kritischen Punkt angekommen ist. Die Kinder werden zum Übergeist gerufen, der sich über dem Ayers Rock in Australien manifestiert. Dort treten sie in eine andere Sphäre des Seins ein. Die erwachsene Menschheit kann ihre restliche Lebenszeit in Frieden genießen und stirbt dann aus.
Milo Rodricks, der als Junge beschloss, der erste Mensch zu sein, der den Planeten der Overlords sieht, ist gegen alle Widerstände Astrophysiker geworden und geblieben, obwohl Wissenschaft, Neugierde und Streben bei den meisten Menschen nicht mehr von Interesse sind. Nachdem er sich auf das Raumschiff der Overlords geschlichen hat, gewähren ihm diese erst einen Blick auf ihren Planeten und schicken ihn dann auf seinen Wunsch hin zurück auf die Erde, wo er als letzter Mensch miterlebt, wie diese sich auflöst.

## Unterschiede zum Roman
Die Miniserie zeigt den Hauptcharakter Ricky Stormgren nicht als UNO-Generalsekretär, sondern als Missouri-Kleinbauer. Die Veränderungen rund um die Welt werden durch Nachrichteneinspielungen und Berichte von Politikern dargestellt.

## Episoden
1. Sieg und Frieden
2. Betrüger und Befreier
3. Neue Generation

## Produktion
Seit den 1960er Jahren gab es verschiedene Anläufe, den Roman von Arthur C. Clarke als Film zu adaptieren, die aber alle nicht über den Entwurfsstatus hinauskamen. Am 10. April 2013 gab SyFy ihre Pläne für eine Adaption als Miniserie bekannt, am 3. September 2014 gab es das finale grüne Licht für die Produktion.
Das Drehbuch stammt aus der Feder von Matthew Graham, der auch etliche Drehbücher für andere britische Serien schrieb, u. a. für EastEnders und Life on Mars. Regie bei allen jeweils 90-minütigen Episoden führt Nick Hurran. Ausführende Produzenten waren Akiva Goldsman und Mike DeLuca.

## Besetzung und Synchronisation

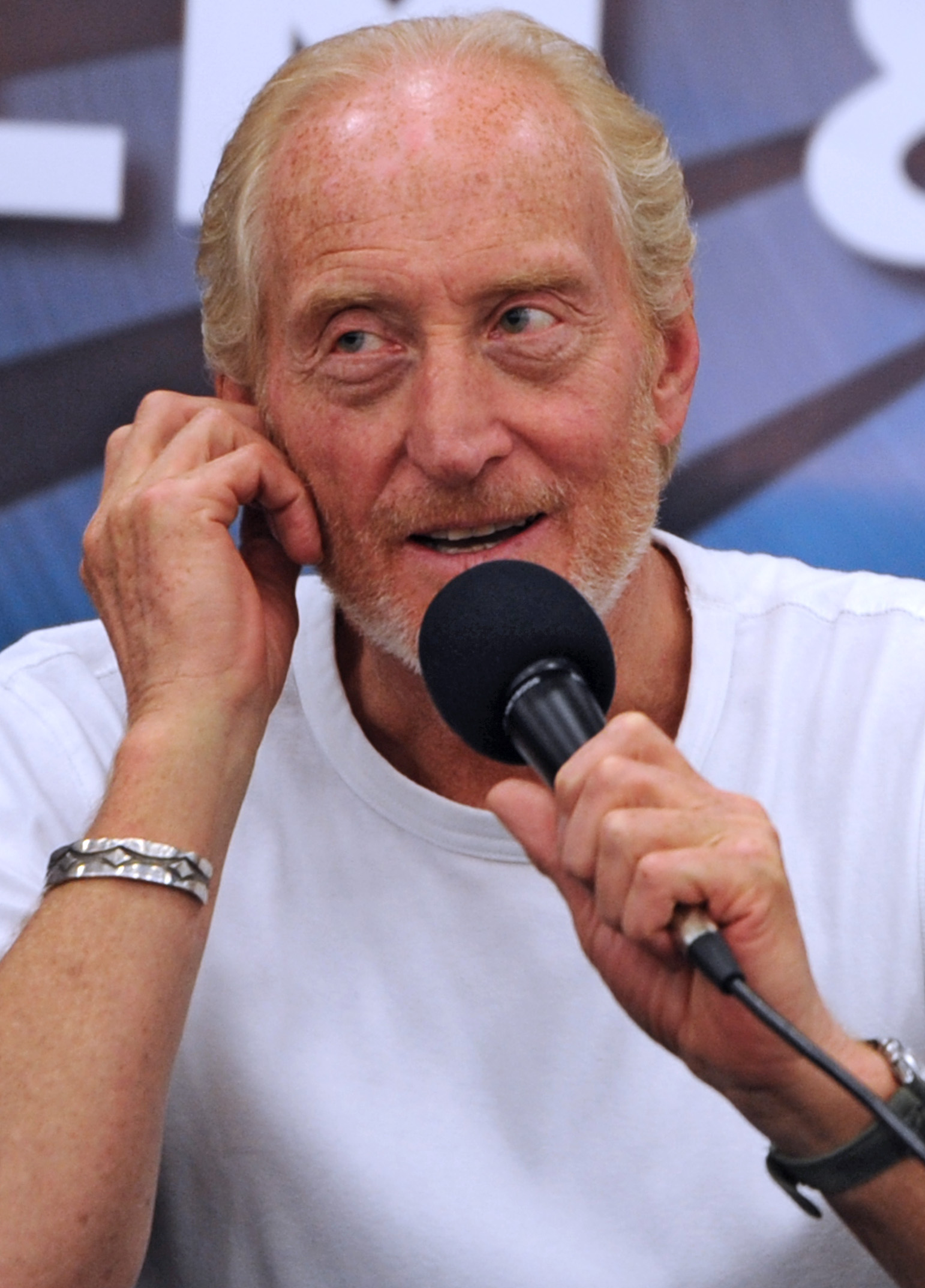
Charles Dance (2012)
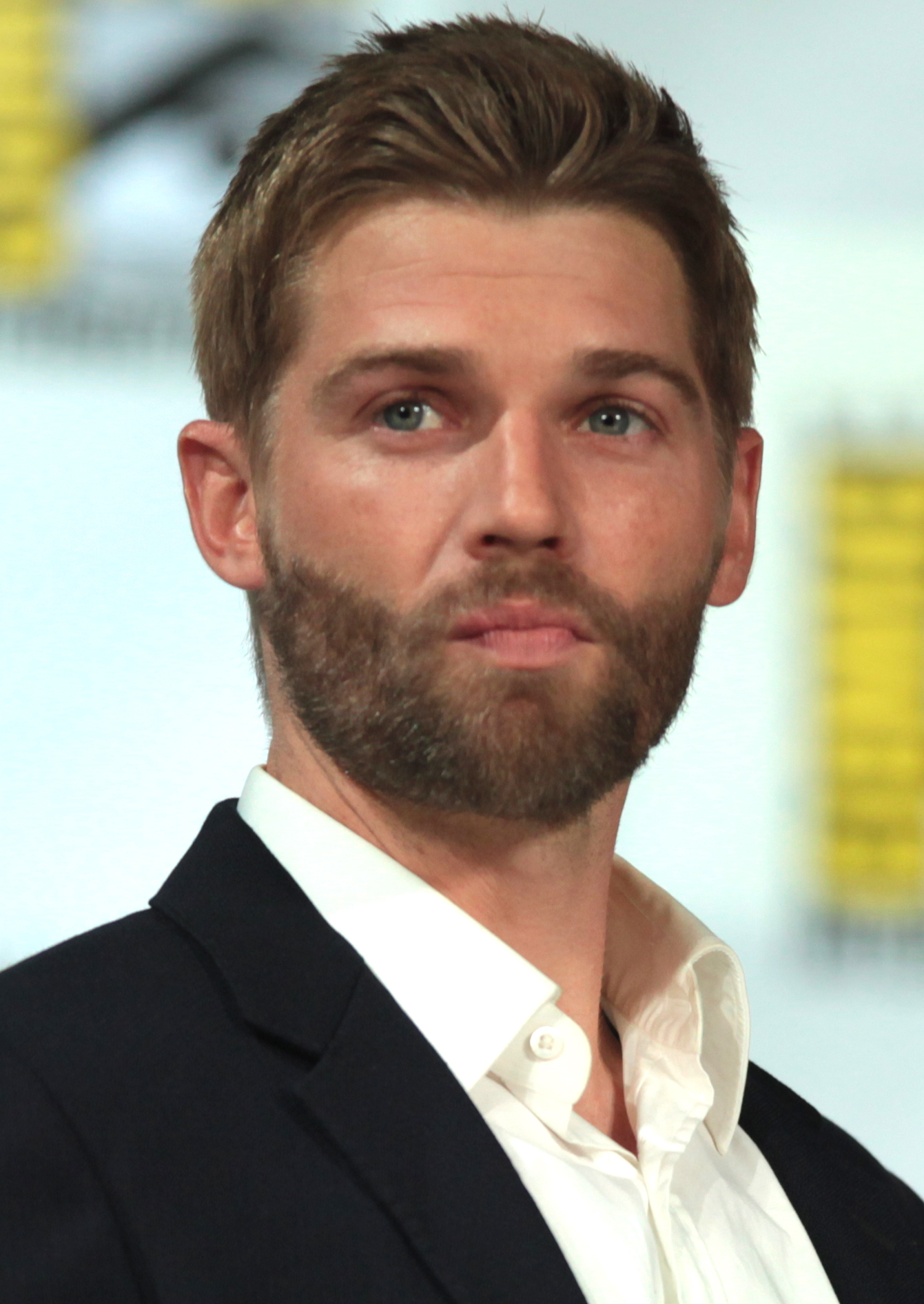
Mike Vogel (2014)
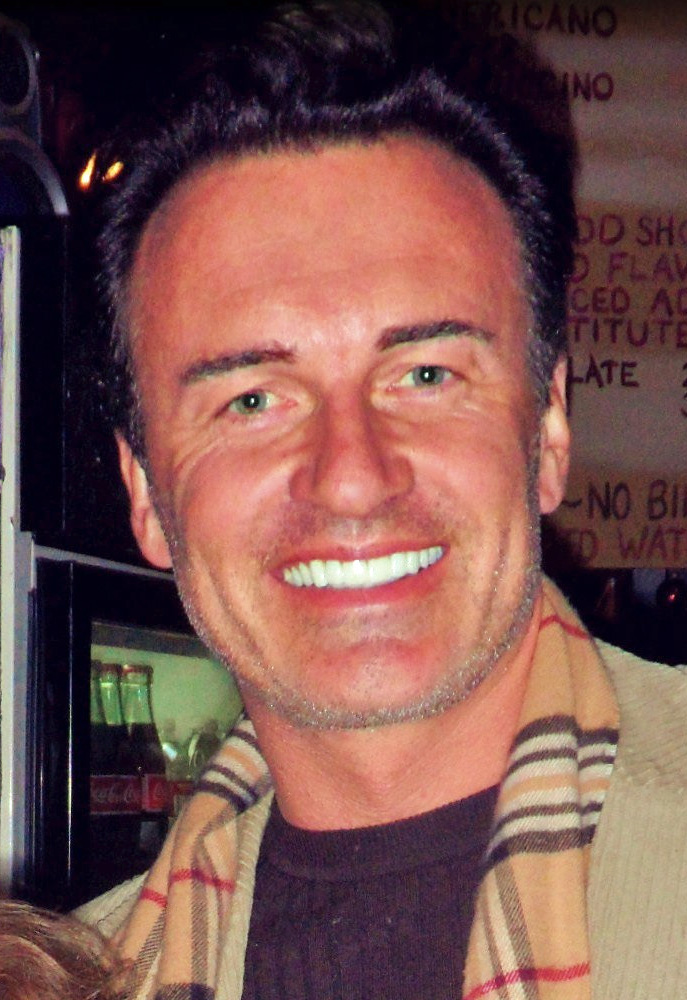
Julian McMahon (2011)
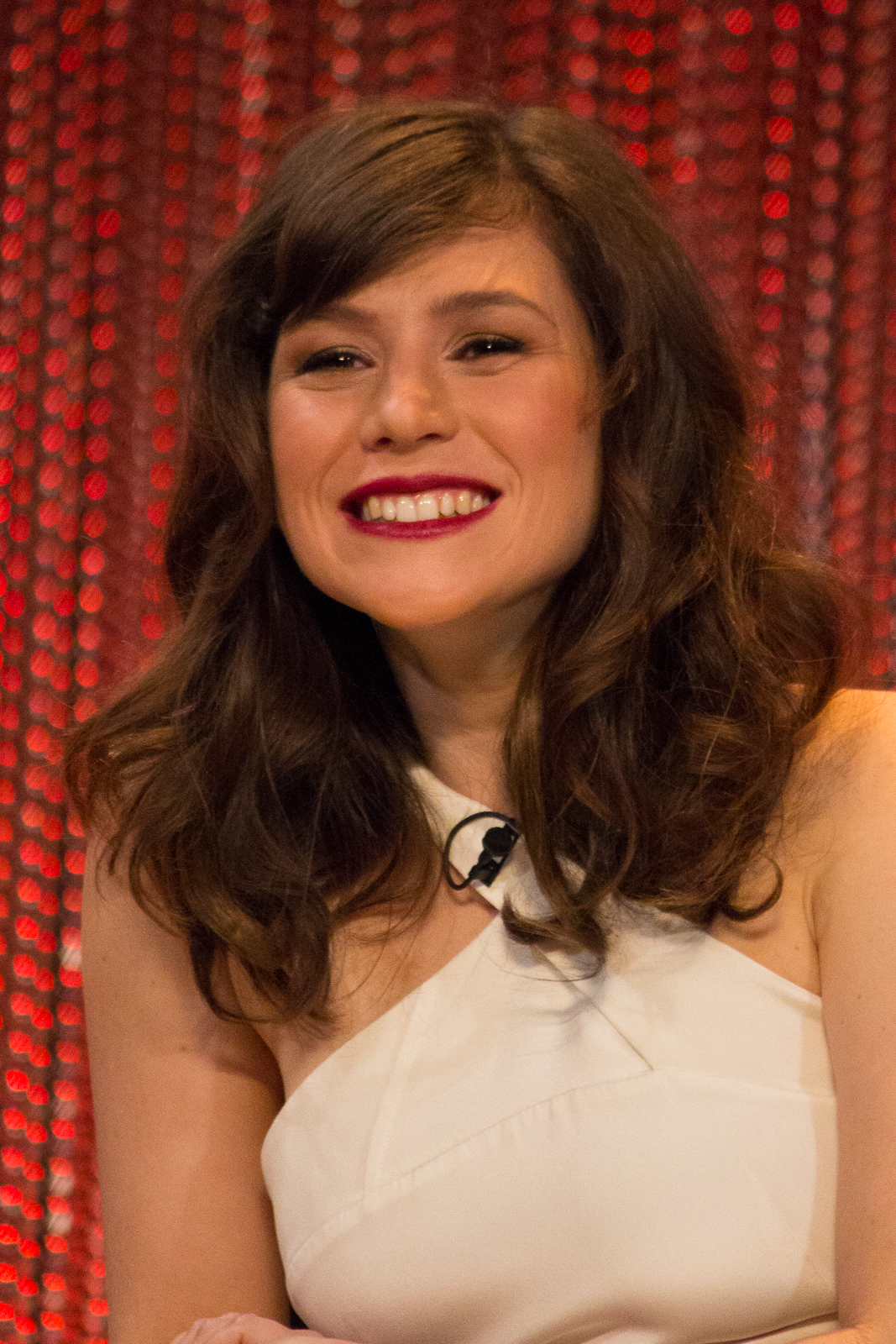
Yael Stone (2014)
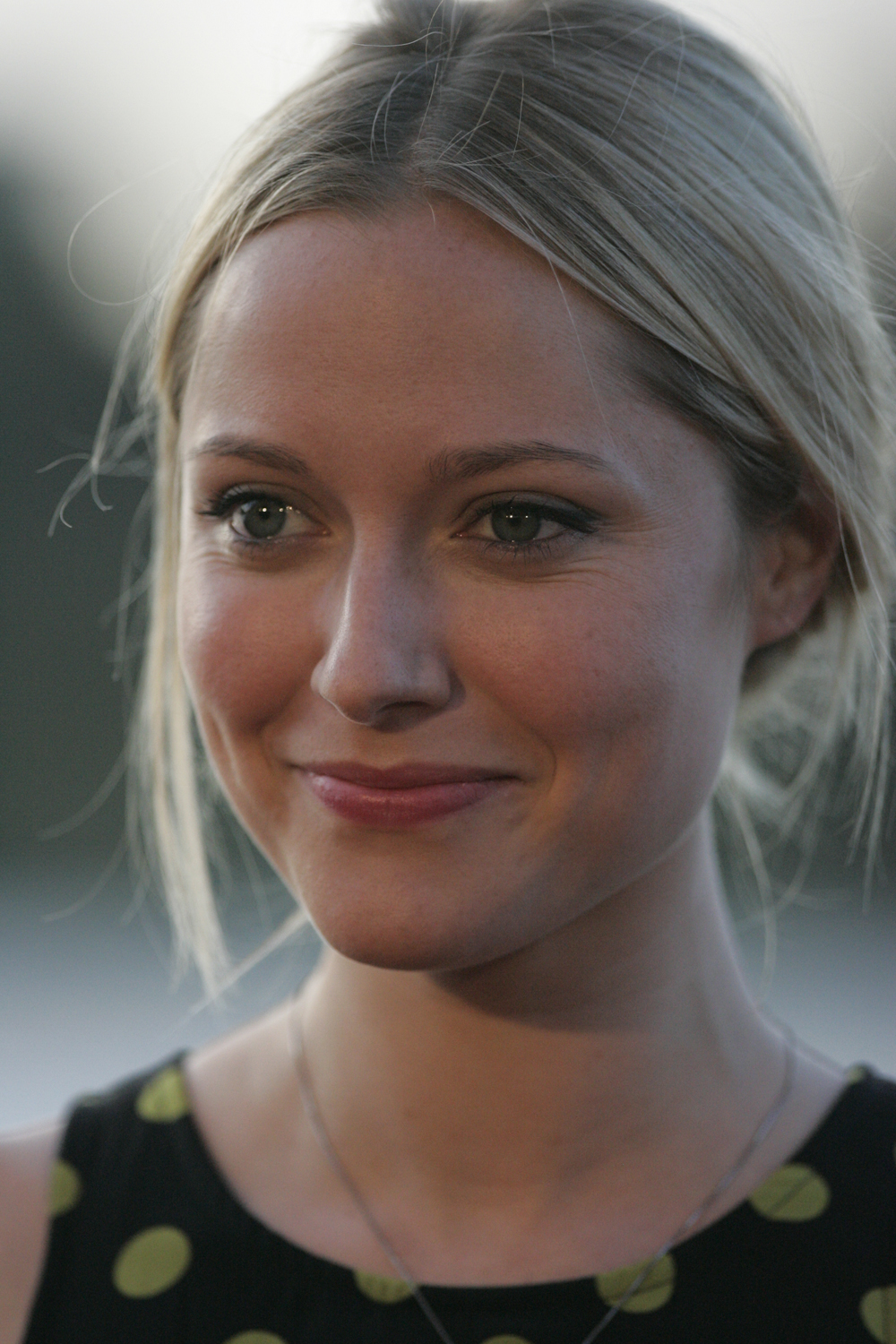
Georgina Haig (2015)
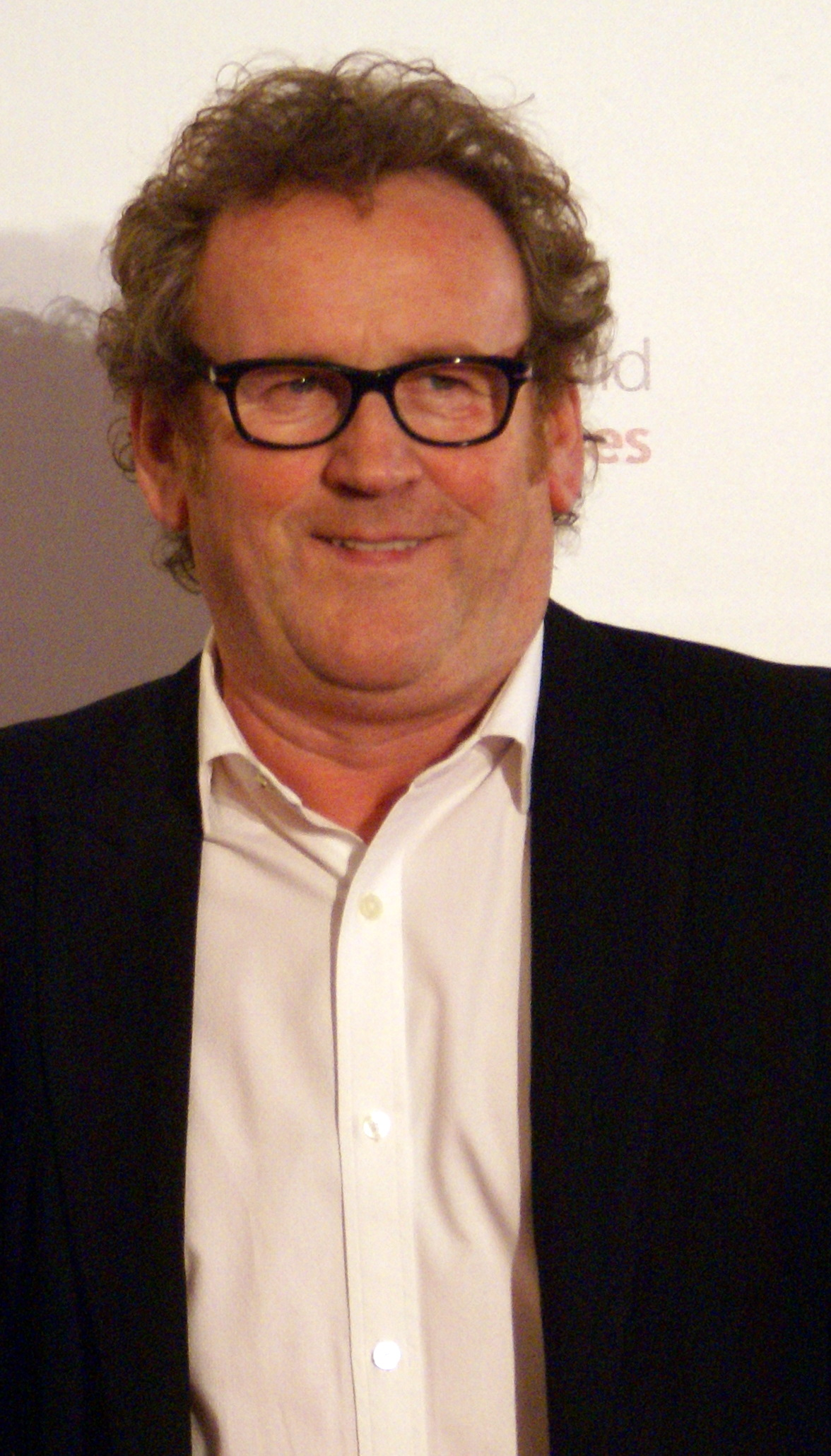
Colm Meaney (2011)

Synchronregie : Sabine Falkenberg
| Rollenname        | Schauspieler     | Synchronsprecher |
| ----------------- | ---------------- | ---------------- |
| Karellen          | Charles Dance    | Friedhelm Ptok   |
| Ricky Stormgren   | Mike Vogel       | Tobias Nath      |
| Jake Greggson     | Ashley Zukerman  | —                |
| Milo              | Osy Ikhile       | —                |
| Dr. Rupert Boyce  | Julian McMahon   | —                |
| Ellie Stormgren   | Daisy Betts      | Mareile Möller   |
| Paretta Jones     | Yael Stone       | Wicki Kalaitzi   |
| Rachel Osaka      | Charlotte Nicdao | —                |
| Amy Morrel        | Hayley Magnus    | —                |
| Annabel Stormgren | Georgina Haig    | —                |
| Wainwright        | Colm Meaney      | —                |

## Rezeption

### Kritik
Hendrik Busch freut sich bei Moviepilot, dass Childhood’s End den typischen Blockbustermodus einer Alieninvasion (Angriff-Krieg-Sieg-Proceed) ignoriert und somit das Subgenre bereichert. Auch die konsequente Inszenierung des Verschwindens der menschlichen Spezies ist für ihn eine Besonderheit, da die meisten Invasionsfilme und -serien normalerweise durch Heldentaten oder Deus-ex-machina-Twists die Menschheit retten.
Max Nicholson kommt bei ign zum Urteil, dass die Serie anspruchsvolle und existentielle Fragen in einer modern inszenierten Geschichte stellt und Antworten bietet, die auch Arthur C. Clarke im Roman reflektiert. Er kritisiert die grobe Zeichnung einiger Nebenrollen, die mit erfahrenen Schauspielern besetzt sind, aber in der Story versinken.